# Tristesse de la Lune
Tristesse de la Lune (En francés: "Tristeza de la luna") es un grupo alemán de Electropop formado el 2001 por Kati Roloff y Gini Martin, exvocalistas de Blutengel. Ambas dejan Blutengel a finales del 2001 por razones personales y desconocidas, aunque en una entrevista el 2002 ellas dijeron que Blutengel se estaba convirtiendo en Cliché.
A principios del 2007 "Kati" deja Tristesse de la Lune.

## Discografía
- Strangeland (Promo, 2002)
- Eiskalte Liebe (feat. Erk Aicrag) (Single, 2002)
- Queen of the Damned (EP, 2003)
- A Heart Whose Love is Innocent (CD, 2003)
- Ninive / Time is Moving (Single doble, 2005)